# Bàn di chuột

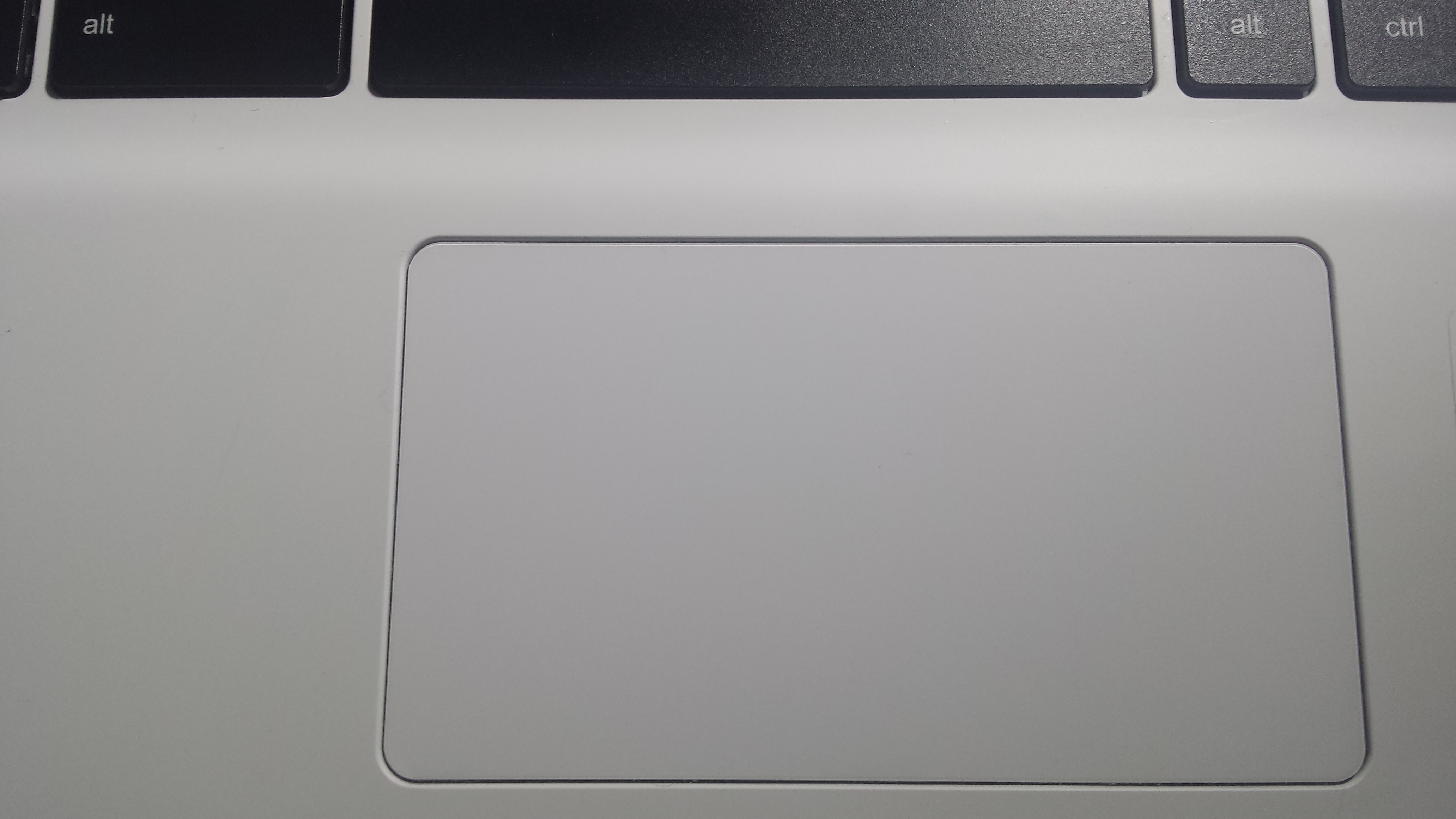
Cận cảnh bàn di chuột trên máy tính xách tay Acer CB5-311.

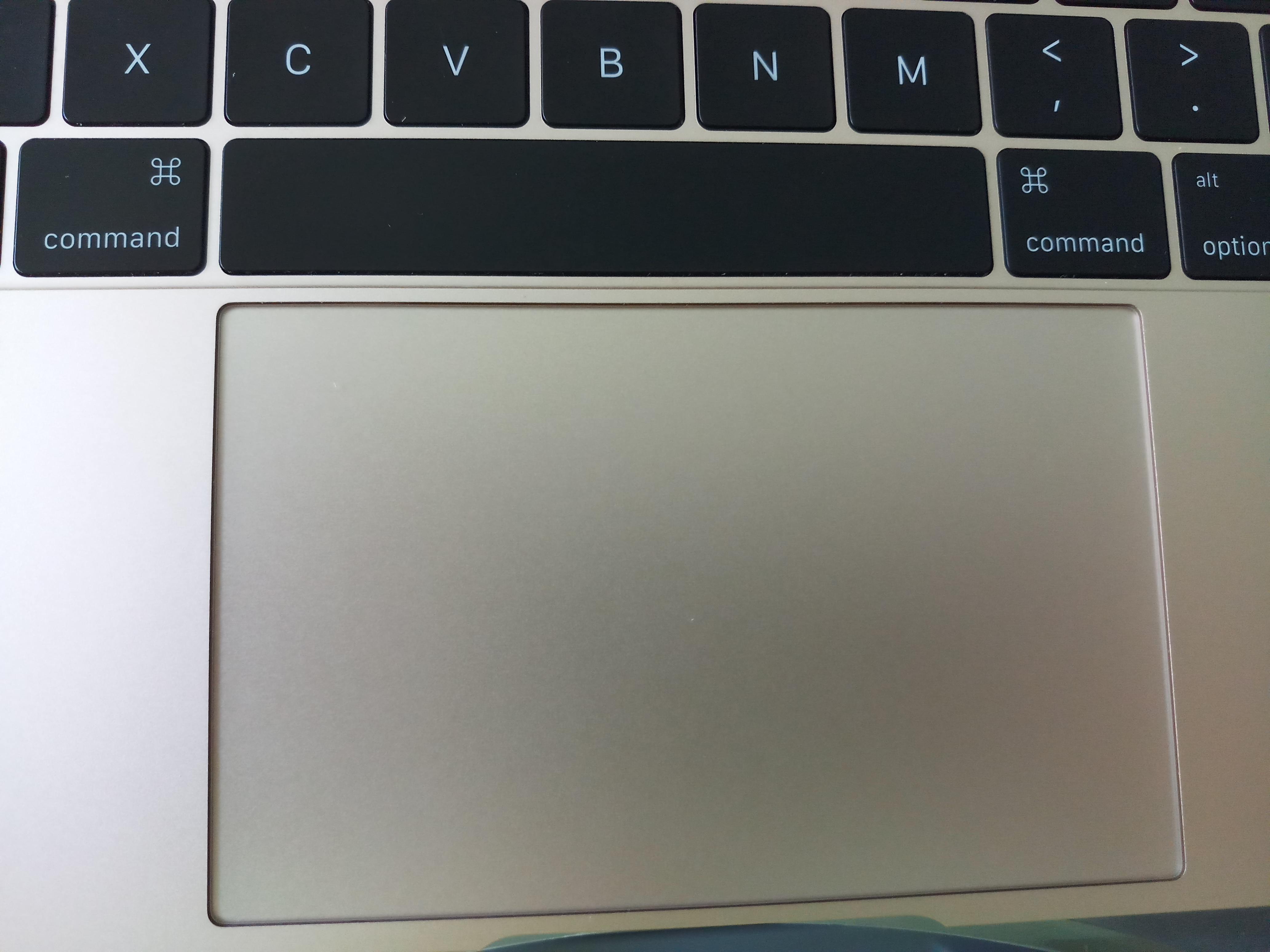
Cận cảnh bàn di chuột trên máy tính xách tay Macbook 2015.

Bàn di chuột (tiếng Anh: touchpad hoặc trackpad) là một thiết bị trỏ có cảm biến xúc giác, bề mặt chuyên dụng có thể dịch chuyển động và vị trí của ngón tay người dùng sang vị trí tương đối trên hệ điều hành được đưa ra màn hình. Bàn di chuột là một tính năng phổ biến của máy tính xách tay thay vì sử dụng chuột trên máy tính để bàn và cũng được sử dụng thay thế cho chuột khi không gian dành cho bàn làm việc bị khan hiếm. Vì chúng có kích thước khác nhau, chúng cũng có thể được tìm thấy trên các trợ lý kỹ thuật số cá nhân (PDA) và một số máy phát phương tiện di động. Touchpad không dây cũng có sẵn như các phụ kiện tách rời.

## Hoạt động và chức năng
Bàn di chuột hoạt động theo một trong nhiều cách, bao gồm cảm ứng điện dung và màn hình cảm ứng điện trở. Công nghệ phổ biến nhất được sử dụng trong những năm 2010 cảm nhận sự thay đổi điện dung nơi ngón tay chạm vào miếng đệm. Bàn di chuột dựa trên điện dung sẽ không cảm nhận được đầu bút chì hoặc cách thực hiện không có căn cứ hoặc không tiến hành tương tự khác. Ngón tay bọc qua một chiếc găng tay cũng có thể gây ra vấn đề.
Trong khi bàn di chuột, như màn hình cảm ứng, có thể cảm nhận vị trí tuyệt đối, độ phân giải bị giới hạn bởi kích thước của chúng. Để sử dụng phổ biến như một thiết bị con trỏ, chuyển động kéo của ngón tay được dịch thành một chuyển động nhỏ hơn, tương đối của con trỏ trên đầu ra đến màn hình trên hệ điều hành, tương tự như việc xử lý chuột được nhấc lên và đặt lại bề mặt. Các nút phần cứng tương đương với các nút trái và phải của chuột tiêu chuẩn được đặt liền kề với bàn di chuột.
Một số bàn di chuột và phần mềm trình điều khiển thiết bị có liên quan có thể hiểu việc chạm vào bàn phím khi nhấp chuột và một lần nhấn theo chuyển động trỏ liên tục ("nhấp chuột và một nửa") có thể biểu thị việc kéo. Bàn di chuột cho phép nhấp và kéo bằng cách kết hợp chức năng nút vào bề mặt của bàn di chuột. Để chọn, một lần nhấn xuống bàn di chuột thay vì nút vật lý. Để kéo, thay vì thực hiện kỹ thuật "nhấp và rưỡi", người dùng nhấn xuống trong khi trên đối tượng, kéo mà không giải phóng áp lực và buông tay khi hoàn tất. Trình điều khiển cảm ứng cũng có thể cho phép sử dụng nhiều ngón tay để mô phỏng các nút chuột khác (thường là chạm hai ngón tay cho nút giữa).
Bàn di chuột được gọi là clickpad nếu nó không có nút vật lý mà thay vào đó dựa vào "nút phần mềm". Về mặt vật lý, toàn bộ bàn phím hình thành một nút, về mặt logic, trình điều khiển diễn giải một lần nhấp là nhấp chuột trái hoặc phải tùy thuộc vào vị trí của các ngón tay.
Một số bàn di chuột có "điểm nóng", vị trí trên bàn di chuột được sử dụng cho chức năng ngoài chuột. Ví dụ: trên một số bàn di chuột nhất định, di chuyển ngón tay dọc theo cạnh của bàn di chuột sẽ hoạt động như một bánh xe cuộn, điều khiển thanh cuộn và cuộn cửa sổ có tiêu điểm, theo chiều dọc hoặc chiều ngang. Nhiều bàn di chuột sử dụng kéo hai ngón tay để cuộn. Ngoài ra, một số trình điều khiển touchpad hỗ trợ các vùng nhấn, vùng nơi nhấn sẽ thực thi chức năng, ví dụ như tạm dừng trình phát phương tiện hoặc khởi chạy ứng dụng. Tất cả các chức năng này được triển khai trong phần mềm trình điều khiển thiết bị touchpad và có thể bị tắt đi.